# Margaret Alva

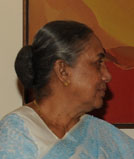
Margaret Alva

Margaret Alva (Geburtsname: Margaret Nazareth; Hindi: मार्गरेट अल्वा; * 14. April 1942 in Mangalore, Staat Mysore, heute Karnataka) ist eine ehemalige indische Politikerin des Indischen Nationalkongresses (INC), die von 1974 bis 1998 Mitglied der Rajya Sabha war. Zwischenzeitlich war sie von 1984 bis 1989, 1991 sowie erneut zwischen 1993 und 1996 Staatsministerin. Ferner war sie von 1999 bis 2004 Mitglied der Lok Sabha.
Zuletzt war sie von 2009 bis 2014 Gouverneurin von Uttarakhand, zugleich zwischen 2012 und 2014 Gouverneurin von Rajasthan, 2014 Gouverneurin von Gujarat sowie 2014 Gouverneurin von Goa.

## Leben

### Studium, Rechtsanwältin und Mitglied der Rajya Sabha
Nach dem Schulbesuch absolvierte Margaret Nazareth, die aus einer katholischen Familie stammt, zunächst ein grundständiges Studium am Mount Carmel College, das sie 1961 als Jahrgangsbeste mit einem Bachelor of Arts (B.A.) abschloss. Zugleich fungierte sie 1961 als Generalsekretärin der All India Catholic University Federation. Ein postgraduales Studium der Rechtswissenschaften am Government Law College in Bangalore beendete sie mit einem Bachelor of Laws (B.L.). Während des dortigen Studiums war sie von 1963 bis 1964 Sekretärin des dortigen Studentenverbandes. Danach nahm sie eine Tätigkeit als Rechtsanwältin auf.
Am 24. Mai 1964 heiratete sie Niranjan Alva, Sohn des bekannten Politikerpaares Joachim Alva und Violet Alva. Aus dieser Ehe gingen drei Söhne und eine Tochter hervor.
Anfang der 1970er Jahre begann Margaret Alva ihre politische Laufbahn für den Indischen Nationalkongress (INC) und war zunächst zwischen 1972 und 1973 Vorsitzender der Frauenvereinigung der INC im Bundesstaat Karnataka.
Am 3. April 1974 wurde sie erstmals Mitglied der Rajya Sabha, des Oberhauses des indischen Parlaments, und gehörte dieser nach Bestätigungen am 3. April 1980, am 3. April 1986 sowie am 3. April 1992 bis zum 2. April 1998 an. In dieser Zeit war sie von 1975 bis 1976 Vorsitzende der Fraktion der INC in der Rajya Sabha sowie Mitglied des Ausschusses für Information und Rundfunk. Zugleich fungierte sie von 1975 bis 1977 als Sekretärin des Allindischen Ausschusses der Kongresspartei sowie zwischen 1978 und 1980 als Generalsekretärin des INC im Bundesstaat Karnataka. Gleichzeitig war sie von 1975 bis 1978 Präsidentin der Young Women’s Christian Association (YWCA) im Unionsterritorium Delhi sowie zugleich von 1975 bis 1982 Präsidentin der dortigen Stiftung für taube Frauen. Daneben engagierte sie sich von 1982 bis 1984 als Vorsitzende des Wohlfahrtsausschusses für Gaststudenten beim Indischen Rat für kulturelle Beziehungen.

### Vizepräsidentin der Rajya Sabha und Staatsministerin
Während der zweiten Legislaturperiode ihre Zugehörigkeit zur Rajya Sabha war Margaret Alva von 1983 bis 1985 Vizepräsidentin des Oberhauses und zugleich zwischen 1983 und 1988 Vorsitzende des All India Mahila Congress, der Frauenorganisation der Kongresspartei.
Im Dezember 1984 wurde Margaret Alva von Premierminister Rajiv Gandhi als Staatsministerin für Parlamentarische Angelegenheiten in dessen Regierung berufen und bekleidete dieses Amt bis 1985. Zugleich war sie von 1984 bis 1985 Mitglied des Ausschusses für öffentliche Unternehmungen. Im Rahmen einer Kabinettsumbildung fungierte sie zwischen 1985 und November 1989 als Staatsministerin für Jugend, Sport, Frauen und Kindesentwicklung im Ministerium für die Entwicklung menschlicher Ressourcen.
Während ihrer dritten Legislaturperiode in der Rajya Sabha war Margaret Alva, der 1989 von der University of Mysore ein Ehrendoktor für Literaturwissenschaften verliehen wurde, von 1990 bis 1991 Vorsitzende von deren Ausschuss für Tischvorlagen. Im Anschluss war sie 1991 für einige Zeit im Kabinett von Premierminister P. V. Narasimha Rao Staatsministerin für Personal, öffentliche Beschwerden und Pensionen. Im Anschluss war sie während ihrer dritten Legislaturperiode von 1993 bis 1995 stellvertretende Parlamentarische Geschäftsführerin (Deputy Chief Whip) der Fraktion der INC. Daneben war sie von 1993 bis 1996 im Kabinett Rao erneut Staatsministerin für Personal, öffentliche Beschwerden und Pensionen sowie zeitgleich zum zweiten Mal Staatsministerin für Parlamentarische Angelegenheiten.
Nach ihrem Ausscheiden aus der Regierung war Margaret Alva von 1996 bis 1997 Mitglied des Auswärtigen Ausschusses sowie zugleich zwischen 1996 und 1998 Mitglied des Ausschusses für öffentliche Konten.

### Mitglied der Lok Sabha und Wahlniederlagen
Bei den Wahlen im September und Oktober 1999 wurde Margaret Alva als Kandidatin der Kongresspartei in dem zu Karnataka gehörenden Wahlkreis Kanara zum Mitglied der Lok Sabha gewählt, des Unterhauses des indischen Parlaments. Dieser Wahlkreis wurde zwischen 1951 und 1967 von ihrem Schwiegervater Joachim Alva vertreten. Bei dieser Wahl konnte sie sich mit 47,8 Prozent gegen den bisherigen Wahlkreisinhaber Anantkumar Hegde von der Bharatiya Janata Party (BJP) durchsetzen. Während der 13. Legislaturperiode gehörte sie bis 2004 dem Präsidium der Lok Sabha an und war ferner zwischen 1999 und 2000 Mitglied des Ausschusses für Transport und Tourismus sowie Mitglied des sogenannten House Committee und auch Mitglied des Ausschusses für allgemeine Angelegenheiten.
Danach fungierte Margaret Alva, die Gründungsvorsitzende von Karuna war, einer Nichtregierungsorganisation zur Wahrung der Interessen von Frauen und Kindern, zwischen 2000 und 2001 Vorsitzende des Ausschusses zur Stärkung der Frauen.
Bei den Wahlen im April und Mai 2004 erlitt sie jedoch eine Wahlniederlage und verlor den Wahlkreis Kanara wieder an ihren Vorgänger Anantkumar Hegde von der BJP, der 51,9 Prozent der Wählerstimmen bekam. Sie kandidierte bei den Wahlen im April und Mai 2009 erneut in diesem Wahlkreis, unterlag aber abermals Hedge, der 44,6 Prozent der Wählerstimmen bekam, während auf sie 41,6 Prozent der Stimmen entfielen.

### Gouverneurin mehrerer Bundesstaaten
Am 6. August 2009 wurde Margaret Alva Nachfolgerin von Banwari Lal Joshi als Gouverneurin des Bundesstaates Uttarakhand und übte dieses Amt bis zu ihrer Ablösung durch Aziz Qureshi am 15. Mai 2012 aus.
Kurz zuvor wurde sie am 12. Mai 2012 als Nachfolgerin von Shivraj Patil Gouverneurin von Rajasthan und verblieb auf diesem Posten bis zum 7. August 2014. Am darauf folgenden Tag wurde sie von Ram Naik abgelöst. Zugleich fungierte sie als Nachfolgerin von Kamla Beniwal vom 7. Juli 2014 bis zu ihrer Ablösung durch Om Prakash Kohli am 15. Juli 2014 auch als Gouverneurin von Gujarat. Darüber hinaus wurde sie am 12. Juli 2014 als Nachfolgerin von Bharat Vir Wanchoo auch Gouverneurin von Goa und übte auch dieses Amt bis zum 7. August 2014 aus. Auch in diesem Amt wurde sie von Om Prakash Kohli abgelöst.